# 은행이빨부리고래
은행이빨부리고래(Mesoplodon ginkgodens)는 부리고래과 이빨부리고래속에 속하는 고래의 일종이다. 부리고래 중에서 가장 덜 알려진 고래 중의 하나이며, 은행이빨부리고래하는 이름은 특이한 형태의 두 개의 이빨때문에 지어졌다.

## 같이 보기
- 고래류의 종 목록